# Canariella ronceroi
Canariella ronceroi е вид охлюв от семейство Hygromiidae. Видът е критично застрашен от изчезване.

## Разпространение и местообитание
Разпространен е в Испания (Канарски острови).
Обитава храсталаци, крайбрежия и плажове в райони с умерен климат.